# Bob Martin (Sänger)
Bob Martin (eigentlich Leo Heppe; * 7. Juni 1922 in Krasnojarsk, Sibirien; † 13. Jänner 1998 in Wien) war ein österreichischer Sänger und Musiker.

## Leben
Heppes Vater kam aus Böhmen und war im Ersten Weltkrieg in Gefangenschaft geraten. Nach dem Krieg blieb er als Deutschlehrer in Russland, wo er auch seine Frau fand. Das Paar verließ mit dem zweijährigen Leo das Land wegen des Russischen Bürgerkriegs und kam nach Umwegen schließlich nach Wien.
Heppe war 1950/51 Mitglied des Opernstudios der "Russischen Stunde" der RAVAG und von 1951 bis zu seiner Pensionierung im Jahre 1981 Sänger im Chor der Wiener Staatsoper. Darüber hinaus engagierte er sich in diesen Jahren aber auch in anderen Musikrichtungen: Unter anderem unterstützte er die Schlager-Combos Die Montecarlos und Die blauen Jungs. 1957 spielte er an der Seite von Grethe Weiser in der Neuverfilmung des Filmklassikers Einmal eine große Dame sein aus dem Jahre 1934 mit. Darüber hinaus wirkte er als Sänger an Schallplattenaufzeichnungen einiger Opern und Operetten mit, die teils heute noch in Neuauflagen erhältlich sind.

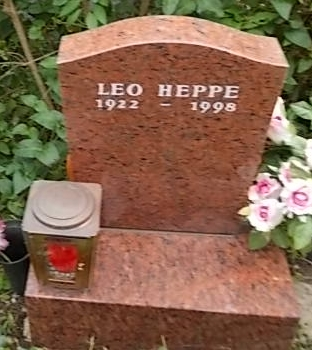

1957 wurde Bob Martin intern vom ORF ausgewählt, der erste Vertreter für Österreich beim Eurovision Song Contest in Frankfurt am Main zu sein. Mit dem von Kurt Svab und Hans Werner geschriebenen Lied Wohin, kleines Pony? hatte er allerdings wenig Erfolg: Mit nur drei Punkten – einem aus den Niederlanden und zwei aus Großbritannien – landete er auf dem zehnten und damit letzten Platz.
Leo Heppe wurde am Ottakringer Friedhof (Gruppe 35, Reihe U11, Nummer 16) bestattet.

## Filmografie
- 1956: Fidelio (Gesang)
- 1957: Einmal eine große Dame sein